# Corujão do Esporte
Corujão do Esporte foi um programa esportivo brasileiro exibido nas madrugadas de quarta-feira para quinta-feira, na TV Globo, de 2011 a 2015.

## História
Foi apresentado inicialmente pelo ex-jogador de vôlei Tande, que deixou o comando em fevereiro de 2012 para dedicar-se apenas ao Esporte Espetacular, também da TV Globo. O bastão foi passado ao ex-judoca Flávio Canto, que pendurou a faixa para comandar o programa. O programa ia ao ar às quartas-feiras, após o Programa do Jô.

## Produção e sinopse
Em fase de testes, o programa começou a ser exibido durante o Mundial de Vôlei em setembro de 2010. Foi aprovado em janeiro de 2011 e estreou oficialmente em 11 de fevereiro de 2011. Ele reunia atletas e famosos para comentar as últimas notícias do mundo esportivo e de todas as modalidades esportivas. O programa era gravado no mesmo dia de exibição para garantir a atualidade das notícias.

## Mudança de dia
A edição do dia 5 de setembro de 2014 foi a última do Corujão do Esporte às sextas. A partir do dia 10, o programa passou a ser exibido nas madrugadas de quarta para a quinta. O motivo da mudança foi a estreia do novo Corujão, sessão de filmes que tem o mesmo nome do programa esportivo. A partir de então, o programa de sexta passou a exibir um filme escolhido pelos telespectadores na internet. A eleição era feita durante a semana, no mesmo formato que fazia o já extinto Intercine.

## Fim do Corujão
No dia 23 de dezembro de 2015, a TV Globo exibiu o último Corujão do Esporte, já que este terminou na emissora. Flávio Canto, seu apresentador, foi para o Balada Olímpica, programa que a Globo estava  fazendo por conta dos Jogos Olímpicos de 2016, além de ser repórter do Esporte Espetacular.